# 13管楽器のためのセレナード (リヒャルト・シュトラウス)
13管楽器のためのセレナード変ホ長調（Serenade Es-Dur für 13 Blasinstrumente）作品7は、リヒャルト・シュトラウスの初期の作品で、1882年（一説には1881年）に書かれた管楽合奏のための作品である。

## 概要
初演は1882年11月27日にドレスデンで、フランツ・ヴュルナーの指揮、ドレスデン宮廷管弦楽団の団員の演奏によって行われた。同年のうちに楽譜が出版され、翌1883年1月5日には初演のメンバーによる再演も行われている。なお、初演時にシュトラウスはまだ18歳であった。
指揮者ハンス・フォン・ビューローはこの作品を大いに評価し、1883年12月26日にビューローの指揮で、マイニンゲン宮廷楽団の団員による演奏が行われたのを皮切りに、ドイツ各地でこの作品を紹介した。これによって、若き作曲家リヒャルト・シュトラウスの名はたちまち広まり、この作品はシュトラウスの出世作となった。また、ビューローは同じ編成による新たな作品を所望し、1884年に13管楽器のための組曲変ロ長調作品4が書かれた。
編成は異なるが、モーツァルトの13管楽器のためのセレナード『グラン・パルティータ』を意識して書かれた作品であり、またメンデルスゾーンやブラームスの影響が色濃く反映されていると評される。
日本でも比較的早くから知られ、1926年（大正15年）10月22日に、近衞秀麿指揮、新交響楽団の最初の演奏会で日本初演された。

## 編成
フルート2、オーボエ2、クラリネット2、ファゴット2、ホルン4、コントラファゴットまたはテューバ（コントラバスでも可）

## 曲の構成
アンダンテの単一楽章からなる約10分の作品であり、古典的なソナタ形式で書かれている。